# Theresa Kallrath
Theresa Kallrath (* 1987) ist eine schwedisch-deutsche Künstlerin.

## Leben
Theresa Kallrath besuchte die Kunst- und Kulturschule in Lund in Schweden, lernte das Aktzeichnen in Bremen bei Till Meier, studierte Malerei an der Kunstakademie Düsseldorf und an der École nationale supérieure des beaux-arts de Paris in Frankreich. Sie lebt in Düsseldorf.
Ihren künstlerischen Malerei-Abschluss machte sie an der Kunstakademie Düsseldorf bei den Professoren Udo Dziersk, Herbert Brandl und Siegfried Anzinger. Mit besonderer Empfehlung der Kunstakademie Düsseldorf wurde ihr ein Studienplatz an der École nationale supérieure des beaux-arts de Paris in Frankreich zuteil, wo sie bei den Professoren Dominique Figarella und Bernard Piffaretti studierte.
Im Februar 2016 wurde ihre Abschlussarbeit „La mer Opale“ aus einer Ausstellung aus der Düsseldorfer Kunstakademie gestohlen.

## Werk
Malen ohne Schwarz. Die meist großformatigen abstrakten Leinwandarbeiten sprühen vor Farbe und werden in vielen dünnen Schichten aufgetragen.

„Kallrath befasst sich in ihrer Malerei mit dem Bewusstseinsprozess der Farbigkeit und der Idee des trivialen Optimismusses. Hierbei verzichtet sie komplett auf die „Nichtfarbe“ Schwarz. In ihren Bildern zersplittert Kallrath die Perspektive auf eine leinwandübergreifende Flüchtigkeit, die kaum eine weiße Stelle unberührt lässt. Die Symbiose aus expressiver Farbpalette und „Allover-Technik“, die es dem Betrachter selten ermöglicht, das Bild als Ganzes wahrzunehmen, lädt dazu ein, seinen Gedanken und Interpretationen freien Raum zu lassen.“

## Engagement
Darüber hinaus engagiert sie sich für UNICEF. Als schwedische Kunstbotschafterin gestaltete sie beispielsweise das Bühnenbild der Unicef-Gala in Neuss, Hilden und Köln sowie das Cover des Unicef-Musikalbums. Neben namhaften Künstlern wie Udo Lindenberg, Günther Uecker, Tony Cragg oder Rosemarie Trockel wurde Theresa Kallraths Kunstwerk zwei Jahre lang deutschlandweit ausgestellt und für den guten Zweck versteigert.
Werke Theresa Kallraths werden auf diversen karitativen Kunstauktionen gehandelt, wie zum Beispiel für die Karlheinz-Böhm Stiftung oder die Christoph-Metzelder Stiftung.
Theresa Kallrath wurde der 8.000 Euro dotierte MU Young Talent Art Award Nachwuchspreis verliehen. Sie ist Mitglied des Düsseldorfer Künstlervereins Malkasten und der Gesellschaft der Freunde und Förderer der Kunstsammlung NRW.

## Ausstellungen (Auswahl)
- 2014: Galerie Anette Müller – Düsseldorf (Solo), Deutschland[7]
- 2014: Galerie Jetzt am Dellplatz – Duisburg (Solo), Deutschland
- 2015: Heinrich Hoff Burg Galerie – Brüggen, Deutschland
- 2015: Kunstverein Damen und Herren – Düsseldorf (Solo), Deutschland
- 2016: Art Coins Gallery – Düsseldorf, Deutschland
- 2016: Berlin Art Week, Enter Art Foundation – Berlin, Deutschland
- 2016: Löwenpalais Kunststiftung Starke – Berlin, Deutschland
- 2016: Steigenberger Park Hotel – Düsseldorf (Dauerausstellung bis heute), Deutschland
- 2017: Galerie gauche et droite – Paris, Frankreich
- 2017: von Fraunberg Art Gallery – Düsseldorf, Deutschland
- 2017: Gallery the Art Cube – Düsseldorf, Deutschland
- 2017: KÖ Galerie – Düsseldorf, Deutschland
- 2018: Conmoto Gallery – Münster, Deutschland
- 2018: Stockholm Art Week – Stockholm, Schweden
- 2019: Lucca Art Fair – Lucca, Italien
- 2019: Contemporary Art Fair, Luxembourg
- 2019: Yia Art Fair – Paris, Frankreich
- 2023: Osthaus Museum – Hagen, Deutschland[8]